# Brücke von Arta
Koordinaten: 39° 9′ 6″ N, 20° 58′ 29″ O

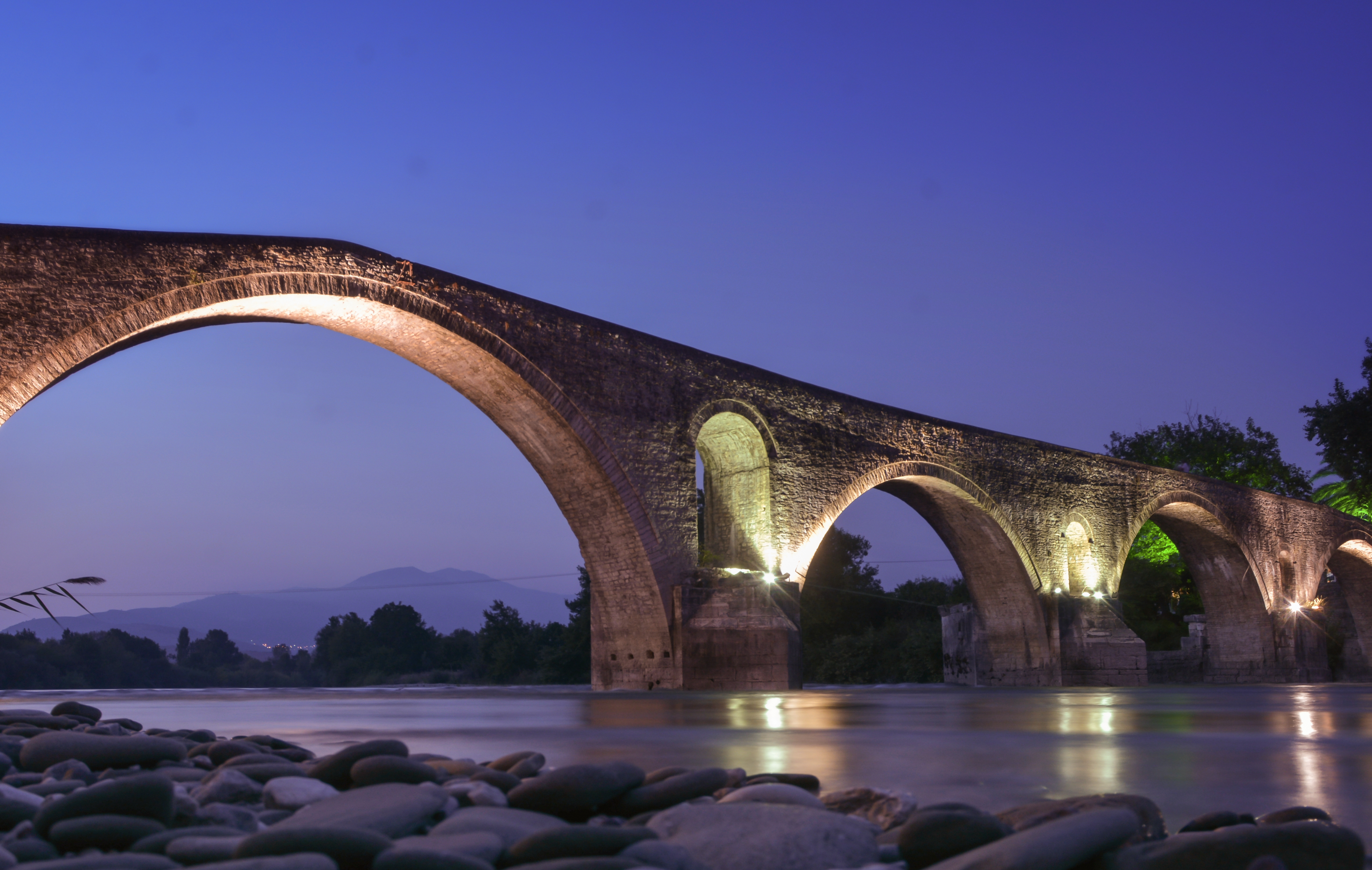
Die Brücke von Arta

Die Brücke von Arta über den Arachthos ist die bekannteste historische Brücke in Griechenland. Sie wird bereits in der Antike von Plinius erwähnt und soll aus der Zeit des Königs Pyrrhos I. von Epirus stammen.
In ihrer heutigen Gestalt geht die Bogenbrücke auf das Jahr 1612 zurück und ist somit ein Bauwerk, welches unter der osmanischen Besatzung entstand. Sie ist aus Stein gebaut und hat vier Bögen. Die längste Spannweite beträgt 25 m, die Gesamtlänge 130 m.
Viele Theaterstücke und Märchen der griechischen Geschichte haben diese Brücke zum Gegenstand. Der Legende nach musste der Baumeister erst seine Frau in die Brücke einmauern, um diese fertigzustellen. Bis zur Erbringung dieses Opfers stürzte die Brücke über Nacht immer wieder ein.

## Das Volksgedicht: Die Brücke von Arta
Fünfundvierzig Meister und sechzig Gesellen

bauten eine Brücke über den Fluss von Arta.

Sie bauten den ganzen Tag, doch nachts brach alles wieder zusammen.

Die Maurer jammerten und die Helfer weinten:

„Eine Schande für all unsere Anstrengungen, die ganze Arbeit umsonst.

Alles was wir am Tage aufbauen, fällt des Nachts zusammen.“

Ein Vögelchen kam und setzte sich hinüber zum Fluss;

es sang nicht wie ein Vogel, auch nicht wie eine Schwalbe,

aber es sang und sprach mit menschlicher Stimme:

„Wenn Ihr keinen Menschen einmauert, wird keine Brücke stehen,

und mauert keine Waise, keinen Fremden und keinen Reisenden ein,

sondern nur des Obermeisters hübsche Frau,

die morgens zu früh und abends zu spät vorbei kommt.“

Dies hörte der Obermeister und überfiel ihn die Todesangst.

Er begreift, er schickt seiner Schlanken mit dem Vogel mit der Nachtigall Nachricht:

Langsam soll sie sich umziehen, langsam soll sie sich anziehen, langsam soll sie am Abend gehen,

spät soll sie gehen und die Brücke von Arta überqueren.

Und der Vogel hörte weg und sagte:

„Zieh dich schnell an, zieh dich schnell um, bring schnell das Essen,

schnell sollst du gehen und die Brücke von Arta überqueren.“

Dann erschien sie vor dem weißen Weg.

Der Obermeister sah sie, und es brach ihm das Herz.

„Guten Tag und Alles Gute für Euch, ihr Meister und Gesellen,

doch was hat der Obermeister, dass er so betrübt ist?“

„Sein Ring ist ihm unter die erste Säule gefallen,

und wer soll dort hinuntergehen, um den Ring zu finden?“

„Meister, sei nicht traurig, ich werde ihn dir wiederbringen,

ich werde hinuntergehen, um den Ring zu finden.“

Weder tief hinab noch bis zur Mitte kam sie,

„Zieh die Kette mein Lieber, zieh die Ketten hoch.

Ich habe alles durchsucht, aber gefunden habe ich nichts.“

Der eine schwenkt die Kelle, der nächste den Kalk,

der Obermeister nimmt einen großen Stein und lässt ihn hinabfallen.

„O weh, das ist unser Los, wehe um unser Schicksal!

Drei Schwestern waren wir, und Unheil kam über uns alle drei;

die eine eingemauert über der Donau, die andere über dem Euphrat,

und ich, die Jüngste, in der Brücke von Arta.

So wie die Nelke zittert, soll auch die Brücke erzittern,

und so wie die Blätter von den Bäumen fallen, sollen die Passanten fallen.“

„Tochter, ändere deine Worte, gib einen anderen Fluch,

du hast nur einen Bruder, und der könnte sie zufällig überqueren.“

Und sie änderte ihre Worte und sprach einen neuen Fluch aus:

„Wenn die wilden Hügel zittern, dann erzittere auch die Brücke,

und wenn die wilden Vögel fallen, dann sollen auch die Passanten fallen,

weil ich einen Bruder in der Fremde habe, der sie zufällig überqueren könnte.“

Danach fügte sie noch hinzu:

„Ein Bär gebiert nur alle 7 Jahre,

und wenn eine Mutter am selben Tag wie der Bär entbunden wird,

dann wird sie erst nach 7 Jahren wieder gebären!“